# Economia Ciadului

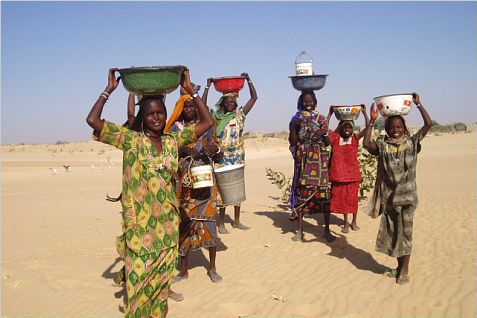
Femei Mao transportă apă. Țara are puțină apă potabilă.

În ciuda resurselor naturale remarcabile ale țării, economia Ciadului este una dintre cele mai sărace ale lumii, iar nivelul de trai al populației printre cele mai scăzute.  Printre factorii generali care determină această situație extrem de precară, se pot enumera: izolarea geografică a țării, infrastructura aproape inexistentă și situația politică extrem de instabilă din ultimele decenii care au urmat independenței Ciadului (1960). 
Tradițional economia Ciadului se bazează pe agricultură, peste 85% din populația de astăzi fiind ocupată în acest sector economic.  Principalele produse agricole sunt bumbacul, guma arabică, sorgul, trestia de zahăr și tutunul.  Animalele crescute frecvent sunt bovine, caprine, ovine și cameline.  O timidă producție de țiței a debutat la sfârșitul anului 2002.